# Pierre Gassendi

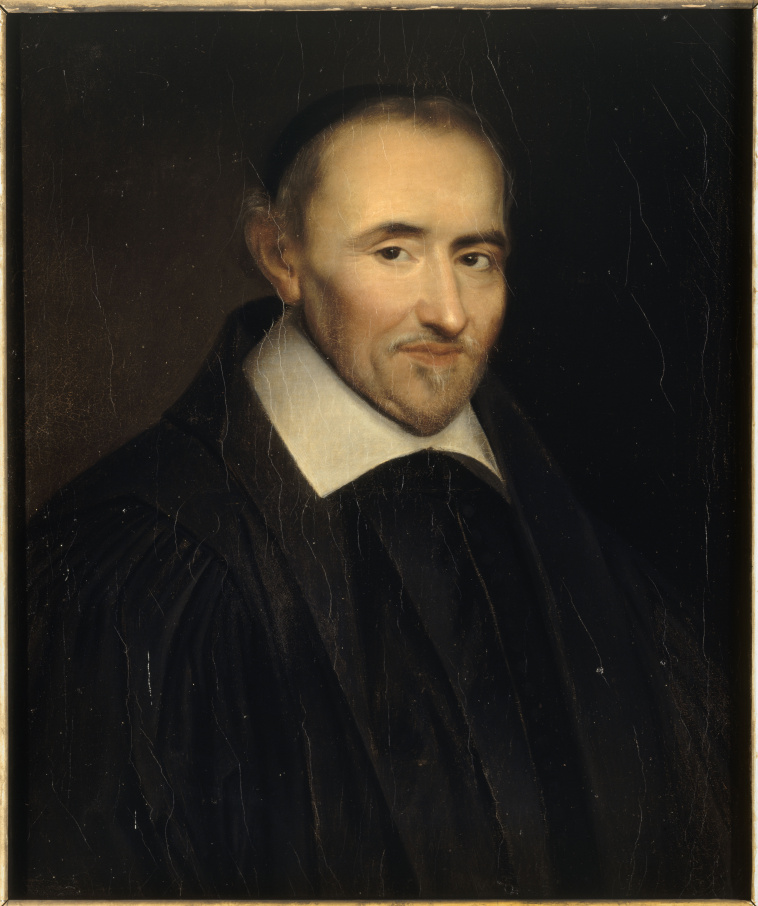
Pierre Gassendi

Pierre Gassendi (Champtercier (Provence), 22 januari 1592 – Parijs, 24 oktober 1655) was een Franse filosoof, wetenschapper, wiskundige en auteur van de eerste en enige biografie over Tycho Brahe.
Na zijn schooltijd in Digne, van 1599 tot 1606, kreeg hij van zijn oom privé-onderwijs. Op zijn 16e ging hij naar de Universiteit van Provence in  Aix, waar hij twee jaar filosofie en vervolgens twee jaar theologie studeerde. 
Van 1612 tot 1614 was hij hoofd van het Collège van Digne, ontving de doctorstitel in de filosofie in Avignon en werd een jaar later tot priester gewijd. Hij werd kanunnik van een kerk in Digne.
In 1617 werd Gassendi benoemd tot hoogleraar in de filosofie aan de universiteit van Aix. Zes jaar later moest hij die positie opgeven, omdat de jezuïeten alle posten op de universiteit opeisten. In 1624 publiceerde hij zijn eerste filosofische verhandeling, Exercitationes paradoxicae, gebaseerd op de colleges die hij in Aix gaf. In 1629 ging hij op bezoek in Amsterdam bij Hendricus Reneri om met hem over het verschijnsel bijzonnen te praten. Hij was de eerste die de zogeheten Mercuriusovergang in 1631 waarnam. Bij dat verschijnsel trekt de planeet Mercurius vóór de zon langs.
In 1634 werd hij deken. Pas in 1645 kreeg Gassendi weer een aanstelling aan een universiteit: op voorspraak van Richelieu werd hij hoogleraar wiskunde aan het Collège Royale in Parijs. Zijn colleges gingen echter meer over astronomie dan over wiskunde. In 1649 verscheen zijn Animadversiones, een studie over Epicurus, wiens atomisme hij onderschreef.

## Literatuur

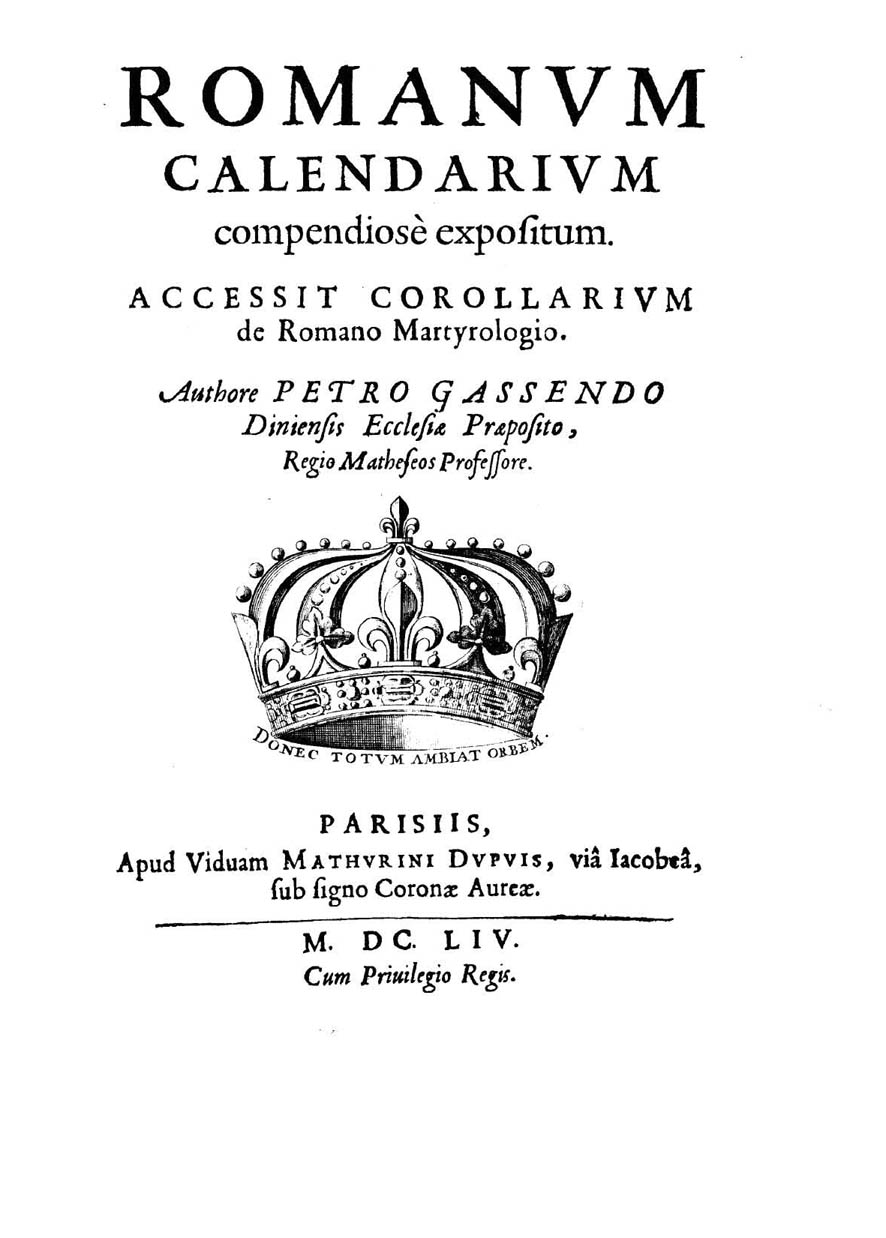
Romanum calendarium